# غرانت باركر (مصارع رياضي)
غرانت باركر (بالإنجليزية: Grant Parker)‏ هو مصارع رياضي نيوزيلندي، ولد في 29 أكتوبر 1960.

## وصلات خارجية
- غرانت باركر على موقع قاعدة بيانات المصارعة الدولية (الإنجليزية)
- غرانت باركر على موقع أوليمبيديا (الإنجليزية)